# 카타르 핸드볼 국가대표팀
카타르 핸드볼 국가대표팀(아랍어: منتخب قطر لكرة اليد)은 카타르를 대표하여 국제 경기에 참가하는 핸드볼 국가대표팀이며, 카타르 핸드볼 협회가 운영하고 있다.